# オホーツク文化
オホーツク文化（オホーツクぶんか）は、3世紀から13世紀までオホーツク海沿岸を中心とする北海道北海岸、樺太、南千島の沿海部に栄えた海洋漁猟民族の文化である。この文化の遺跡が主としてオホーツク海の沿岸に分布していることから名付けられた。このうち、北海道に分布している遺跡の年代は5世紀から9世紀までと推定されている。
同時期の日本の北海道周辺にあった、続縄文文化や擦文文化とは異質の文化である。

## 概要
海獣狩猟や漁労を中心とする生活を送っていたオホーツク文化の担い手を、オホーツク文化人、また単にオホーツク人とも呼ぶ。『日本書紀』に現れる粛慎と考える説がある。この説では、658年から660年で阿倍比羅夫が行ったとされる粛慎の討伐地を北海道のいくつかの地域であると仮定し、それら地域ではオホーツク文化の遺跡が発掘されている事から、オホーツク人＝粛慎としている。粛慎 (日本)参照。
トビニタイ文化をオホーツク文化に含めるかどうかについては、現在のところ意見が分かれている。トビニタイ文化は9世紀から13世紀まで北海道東部にあり、擦文文化の影響を受け、海岸から離れた内陸部にも展開した。オホーツク文化が擦文文化と融合し両者の中間的なトビニタイ文化へ変化し、最終的に擦文文化に吸収されたという説もあるが、両者の継続性を認めてオホーツク文化の一部にする考えと、生活の違いを重視してオホーツク文化に含めない考えとがある。本項では煩を避けるためトビニタイ文化を含めずに説明する。

## 時代と分布

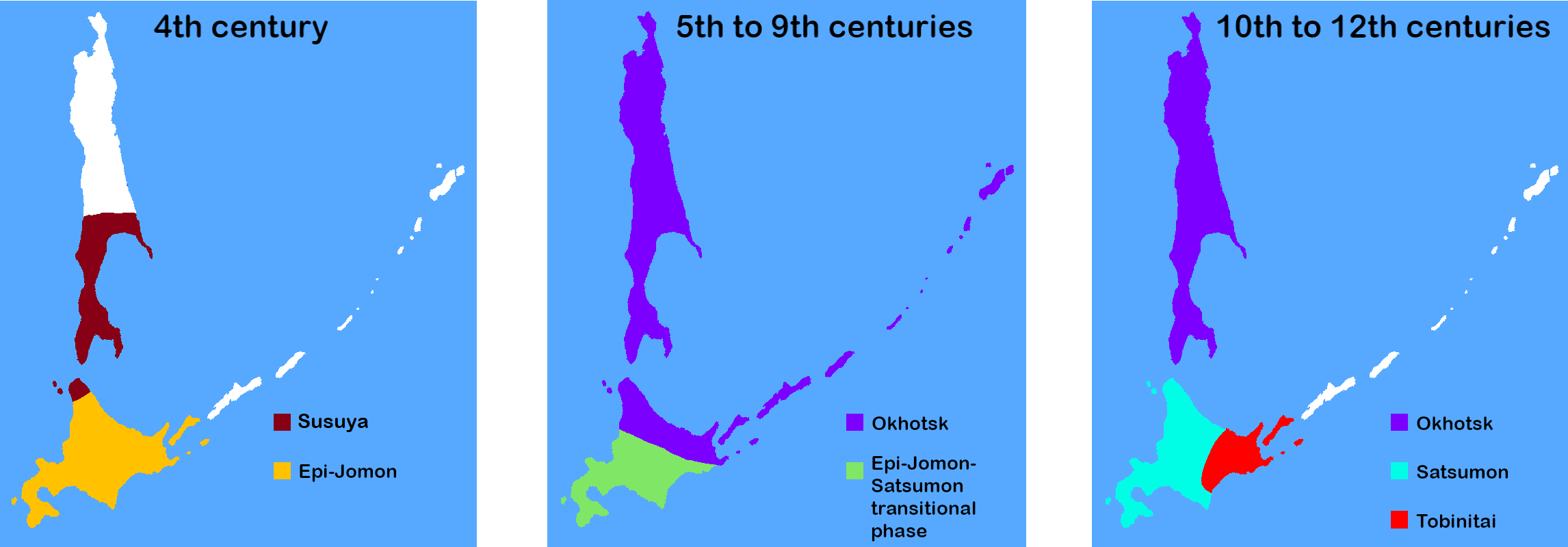
北海道、樺太の時代による文化変遷の図。4世紀は北海道全域が続縄文文化、樺太はオホーツク文化の前段階とされる「鈴谷文化」。5世紀は北海道の大半が続縄文から擦文への転換期。オホーツク海沿岸に樺太、千島列島はオホーツク文化。10世紀から12世紀は北海道の大半が擦文文化でオホーツク文化人は樺太に撤退、根室、釧路地方にはトビニタイ文化が成立

オホーツク文化は土器の特徴にもとづいて、初期、前期、中期、後期、終末期の5期に区分される。オホーツク文化の発生地は樺太南西端と北海道北端で、初期は3世紀から4世紀までで、土器の形式からは先行する鈴谷文化を継承している。そこから拡大して北海道ではオホーツク海沿岸を覆い、樺太の南半分を占めた。この5世紀から6世紀を時期を十和田式土器に代表される前期とする。中期は7世紀から8世紀で、活動領域はさらに広く、オホーツク文化の痕跡は東は国後島、南は奥尻島、北は樺太全域に及んでいる。9世紀から10世紀の後期には、土器の様相が各地で異なる。終末期の11世紀から13世紀には土器の地域的な差違がさらに明確化する。
9世紀に北海道北部では擦文文化の影響が強まり、オホーツク文化は消滅した。同じ頃、北海道東部ではオホーツク文化を継承しながら擦文文化の影響を受けたトビニタイ文化が成立した。樺太ではオホーツク文化がなお続き、アイヌ文化の進出によって消えたと考えられるが、その様相ははっきりしていない。

## 生活

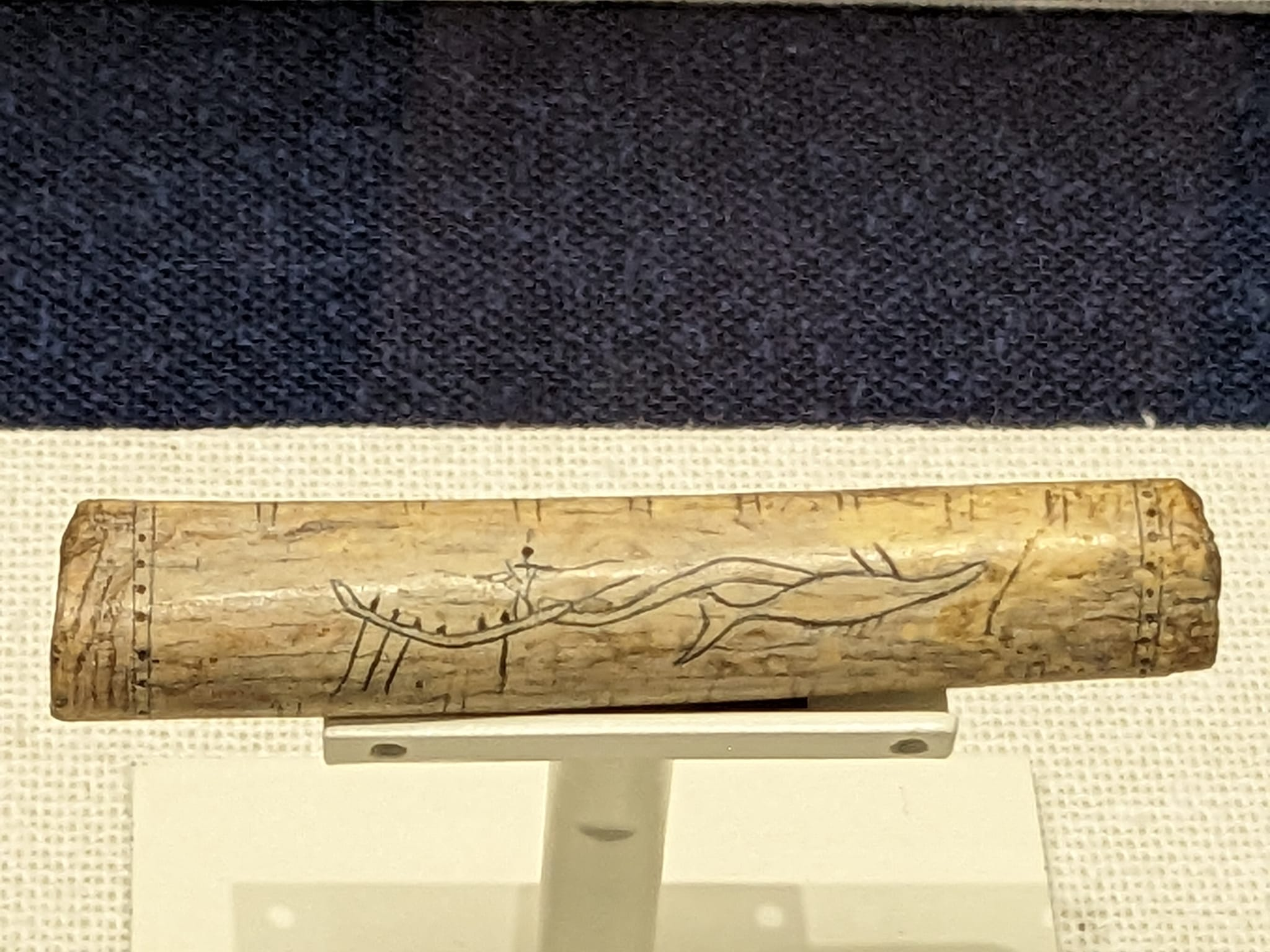
オホーツク文化期の骨製針入れ（北海道根室市弁天島出土）。表面には捕鯨の模様が描かれている

この地域での稲作は当時は技術的に不可能であり、北海道北部と樺太では漁業に、北海道東部では海獣を対象とした狩猟におくなど海に依存して暮らしていた。流氷の影響を受ける道東が冬の漁業に適していなかったためと考えられている。秋にホッケ、冬にタラ、春にはニシンなどの海水魚類を対象とした網漁が行われた。アザラシ、オットセイ、トド、アシカなどの海獣も冬に得られた。夏にはカサゴ・ソイなど様々な魚を獲ったが、その量は冬より少なかった。遺物に描かれた絵から捕鯨を行っていたこともわかっている。
また、弥生時代以降の本州と同様に家畜である豚と犬を飼い、どちらも食用にしていた。道東では豚飼育は低調だった。また、熊（ヒグマ）をはじめとして様々な狩猟獣を狩った。そこでは毛皮獣の比重が高く、交易用の毛皮を入手するための狩りと考えられている。
集落は海岸のそばに置かれた。住居は竪穴建物であるが、木材や土で補強し床には粘土を敷くなどの工夫が見られた。大規模住居は中心集落では複数の家族が生活できる大型の住居と、一つの核家族で暮らしたと思われる小型の住居があった。
オホーツク人は、秋から春までは中心集落に住んで共同で大規模な漁を営み、漁が低調になる夏には各地の海岸に分散したと考えられている。住居の奥に動物の骨を並べる風習があった。並べられた動物は様々だが、特に熊が重要視されていた。熊の重視は、道具類の意匠にも見られる特徴である。
道具としては、オホーツク式土器、石器、骨角器、木器がみられる。製鉄技術が無かったため金属製品は少なく、本州との交易で入手した蕨手刀が副葬品として少数見つかった程度である。実用品の装飾に動物の意匠を用いたほか、牙や骨で作った動物や女性の像が作られた。船の土製の模型から、オホーツク人が丸木舟ではなく構造船を建造していたことが分かっている。
衣服は不明であるが、アイヌやニヴフなどこの地域に住む民族は魚皮衣を使っている。
死者は基本的に屈葬された。しかし、目梨泊遺跡の人々は伸展葬の伝統を持ち続けた。

## 起源と末裔
オホーツク文化には大陸系文化の影響が明確に認められ、同文化のアムール流域靺鞨族の直接移住説をはじめ多くの大陸起源説、影響説が提出されている。
オホーツク人の系統については、文献と考古学的証拠が少ないことから論議があった。現在のところ、大陸からの直接的な移住者が形成したものではなく、鈴谷式土器の時代（紀元前1世紀から紀元6世紀）から樺太に住んでいた人々の中から生まれた文化で、下って現在のニヴフにつながるとする説が有力である（外部リンク参照）。他に、靺鞨同仁文化のような大陸の文化や、古コリャーク文化、トカレフ文化のようなオホーツク海北岸の文化との類似性が指摘される。
オホーツク文化は、後期に擦文文化の要素を取り入れるようになった。トビニタイ文化の時代に擦文文化の要素はさらに強くなり、両方の文化要素の混在が見られるようになった。また、後のアイヌ文化の中には、熊の崇拝のようなオホーツク文化にあって擦文文化にない要素がある。そのため、この方面のオホーツク人は、擦文文化の担い手とともにアイヌ文化を形成したと考えられている。アイヌは和船のような構造船（イタオマチㇷ゚）を使っていたと推察されるが、これもオホーツク文化の影響ともされる。
最近の研究には、アイヌの起源とアイヌ語の拡散に、オホーツク文化が大きな影響を与えたとするものもあるが、東北地方のアイヌ語地名や記紀に現れるアイヌ語の単語がオホーツク文化よりも古いことを説明できないため、限定的な影響と考えられる。

## オホーツク人の遺伝子

北海道のmtDNAハプログループの分布

2009年、北海道のオホーツク文化遺跡で発見された人骨が、現在では樺太北部やシベリアのアムール川河口一帯に住むニブフ族に最も近く、またアムール川下流域に住むウリチ、さらに現在カムチャツカ半島に暮らすイテリメン族、コリヤーク族とも祖先を共有することがDNA調査でわかった。
近年の研究で、オホーツク人がアイヌ民族と共通性があるとの研究結果も出ている。オホーツク人のなかには縄文人には無いがアイヌが持つ遺伝子のタイプであるmtDNAハプログループY遺伝子が確認され、アイヌ民族とオホーツク人との遺伝的共通性も判明した
。アイヌ民族は縄文人や和人にはないハプログループY遺伝子を20%の比率で持っていることが過去の調査で判明していたが、これまで関連が不明だった。

## 文献史料
日本書紀には、7世紀に阿倍比羅夫が遠征の航海の途上、大河の河口で蝦夷と粛慎の交戦を知り、幣賄弁島（へろべのしま、樺太や奥尻島ではないかと言う説がある）で粛慎と戦ったと記されている。その大河を石狩川とし、粛慎をオホーツク人とする説はあるが、確証はない。
『通典』 『唐会要』、『資治通鑑』、『新唐書』など中国唐時代の記録には、2代皇帝・太宗の貞観14年（640年）、北方の流鬼国より朝貢使節団が来朝したとの記述がある。この流鬼国は、オホーツク文化人を指すのではないかという説がある。

## 主な遺跡
- モヨロ貝塚（網走市）
- 目梨泊遺跡（枝幸町）
- オムサロ遺跡 （紋別市）
- 常呂遺跡（ところ遺跡の森）（北見市旧常呂町）
- 標津遺跡群（標津町）
- チャシコツ岬上遺跡（斜里町）